# Ангехаран (гора)
Ангохара́н — гірська вершина у східній частині Великого Кавказу. Знаходиться на півночі Азербайджану.